# Åke Bergqvist
Åke Bergqvist (Ronneby, 29 de agosto de 1900 – Estocolmo, 7 de março de 1975) foi um velejador sueco, campeão olímpico. Ele competiu nos Jogos Olímpicos de Verão de 1932 na classe 6 Metre e conquistou a medalha de ouro a bordo do Bissbi com Tore Holm, Olle Åkerlund e Martin Hindorff.